# بيدرو ثيربانتس
بيدرو ثيربانتس (بالبرتغالية: Pedro Nuno Coelho Cervantes‏) هو لاعب كرة قدم برتغالي في مركز الوسط، ولد في 13 يوليو 1981 في بورتو في البرتغال. لعب مع أونياو ليريا ونادي سانتا كلارا.

## وصلات خارجية
- بيدرو ثيربانتس على موقع قاعدة بيانات كرة القدم.إي يو (الإنجليزية)
- بيدرو ثيربانتس على موقع Soccerway.com (الإنجليزية)